# Vilamaniscle
Vilamaniscle és un municipi de la comarca de l'Alt Empordà. Situat a la part occidental de la serra de la Baga d'en Ferran, branca de la serra de l'Albera està cobert en bona part del seu territori amb boscos de pins i alzines sureres. S'hi conreen oliveres i vinya. El seu vi és apreciat a tota la comarca. S'han creat nous serveis d'allotjament degut al turisme creixent que té.

## Geografia
- Llista de topònims de Vilamaniscle (Orografia: muntanyes, serres, collades, indrets..; hidrografia: rius, fonts...; edificis: cases, masies, esglésies, etc).

Pel Coll del Quirc connecta amb Sant Silvestre de Valleta, el veïnat de Valleta de Llançà, i el Puig d'Esquers.

## Història
Fins fa poc, es relacionava els inicis històrics de Vilamaniscle a una butlla del papa Benet VIII, de l'any 1017 que anomenava Villare de Melandre com a possessió del monestir de Sant Esteve de Banyoles. Ara, en estudis posteriors realitzats per Albert Costa* i basant-nos en fonts primàries escrites i estudis previs, podem afirmar que el nom de Vilamaniscle ja consta en un document de finals del segle X i principis de l’XI, on es cita el nom de Villare Erminiscle. Es tractava d’una possessió feudal de l’abat de Sant Quirze de Colera, Erminiscle tercer abat del monestir des de la seva fundació. Molt probablement aquesta propietat constava d’un mas (actual Castell de Vilamaniscle que ha anat engrandint-se amb els segles) i les terres circumdants. Més endavant, van anar apareixent altres masos més i menys propers. Els documents citen al Comte d’Empúries com a propietari del feu de Vilamaniscle i que va haver de vendre al segle XII a un tal Bernat de Vilamaniscle. Al segle XIII, apareix una concòrdia, firmada el 1223, on Joan Mullés, Senyor de Vilamaniscle cedeix tota la Vall de Colera (que no incloïa Vilamaniscle) a l’abat de Sant Quirze, Bernat Guerau. Al segle xiv, trobem com a propietària a Ermessenda Taverner, vídua del jurista de Peralada, Arnau Taverner. Ermessenda, en qualitat de tutora del fill menor d’edat d’Arnau Taverner, ven el vilar i la Senyoria de Vilamaniscle a Guillem de Palau.
Al segle xv, l’any 1454, Bernat de Vilamarí hereta el castell de Vilamaniscle de Ramon de Palau. La saga dels Vilamarí va continuar com a Senyors de Vilamaniscle fins que, al 1548, Jofre de Vilarig de Setantí va esdevenir, per compra, Senyor de Vilamaniscle. Al 1651, Joan de Gorgot i Llombart va comprar entre altres propietats el lloc de Vilamaniscle. La saga dels Gorgot s’ha mantingut propietària del Castell i les terres. En destaca M. Àngels de Gorgot que ja al segle xx va fer reformes a l’església de Sant Gil i una escola per a les nenes del poble. La saga Gorgot emparentats amb una família francesa es va anar desvinculant de Vilamaniscle fins que l’últim propietari de la família va vendre el Castell en estat ruinós a l’Ajuntament de Vilamaniscle. Actualment, s’ha iniciat la seva reconstrucció que promet ser llarga i costosa.
Les cases antigues del poble són del segle xvii al xix i la seva església parroquial de Sant Gil és petita d'una única nau i datada entre els segles xvii i XVIII, es troba a uns 300 metres de la sortida de la població.
- COSTA,ALBERT “Memòria històrica de Vilamaniscle” Ajuntament de Vilamaniscle/Diputació de Girona,2022

## Llocs d'Interés
- Can Gorgot (Castell de Vilamaniscle)
- Església parroquial de Sant Gil. Segles XVII i XVIII
- Serra de l'Albera
- Capella de la Mare de Déu del Raïm. Està situada als baixos d’una casa de propietat privada però el seu ús és public i de fet es fa servir habitualment per al culte des de fa 50 anys.Està situada al carrer Àngels de Gorgot.

## Demografia
| 1497 f | 1515 f | 1553 f | 1717 | 1787 | 1857 | 1877 | 1887 | 1900 | 1910 |
| ------ | ------ | ------ | ---- | ---- | ---- | ---- | ---- | ---- | ---- |
| 5      | -      | 4      | 18   | 240  | 402  | 456  | 336  | 316  | 302  |

| 1920 | 1930 | 1940 | 1950 | 1960 | 1970 | 1981 | 1990 | 1992 | 1994 |
| ---- | ---- | ---- | ---- | ---- | ---- | ---- | ---- | ---- | ---- |
| 267  | 244  | 241  | 305  | 156  | 129  | 110  | 122  | 120  | 120  |

| 1996 | 1998 | 2000 | 2002 | 2004 | 2006 | 2008 | 2010 | 2012 | 2014 |
| ---- | ---- | ---- | ---- | ---- | ---- | ---- | ---- | ---- | ---- |
| 128  | 123  | 120  | 140  | 160  | 182  | 173  | 181  | 176  | 170  |

| 2016 | 2018 | 2020 | 2022 | 2024 | 2026 | 2028 | 2030 | 2032 | 2034 |
| ---- | ---- | ---- | ---- | ---- | ---- | ---- | ---- | ---- | ---- |
| 202  | 208  | 212  | 204  | 201  | -    | -    | -    | -    | -    |